# Менора

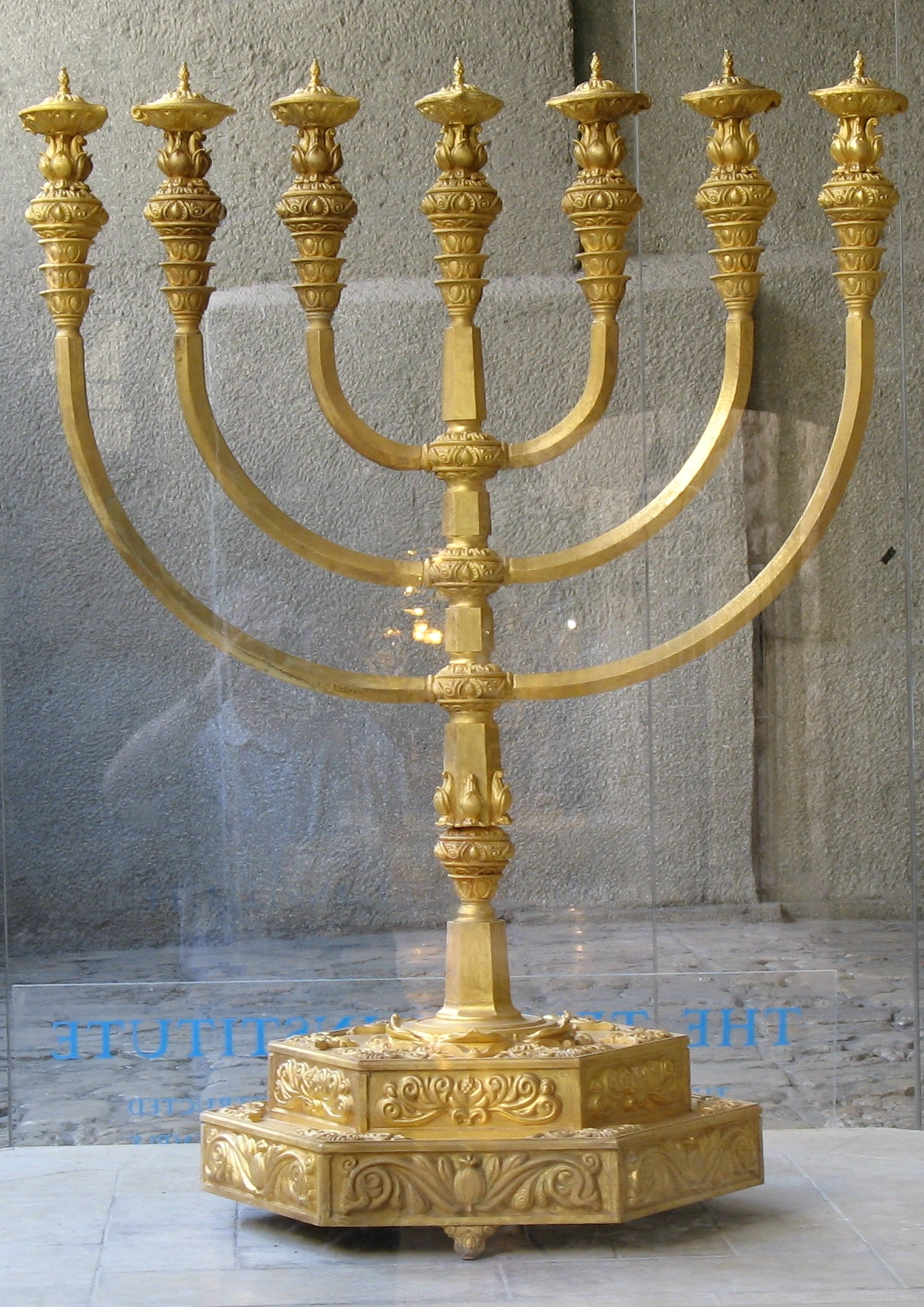
Реконструкція Менори, призначеної для використання у Третьому Храмі. Виготовлена Інститутом дослідження Храму.

Мено́ра (дав-євр. מְנוֹרָה — менора́, букв. «світильник») — золотий семистовбурний світильник, або семисвічник, який, згідно з Біблією, розташовувався в Скинії Зборів під час поневіряння євреїв пустелею, а потім і в Єрусалимському храмі до моменту руйнування Другого Храму. Є одним з найдавніших символів юдаїзму і єврейських релігійних атрибутів. Символ менори широко поширився Римською імперією з I століття і, ймовірно, символізував очікування Месії. Своєрідністю відрізняються ханукальні лампи у вигляді менори з дев'ятьма гілками, які були поширені в побуті євреїв. Ханукію мала кожна єврейська родина, у зв'язку з цим у XVIII—XIX століттях вони стали предметом масового виробництва.
У XX—XXI століттях зображення менори (разом з Зіркою Давида) є найпоширенішою національною і релігійною єврейською емблемою. Менора зображена, зокрема, на гербі Держави Ізраїль.
Символ менори використовують також самаритяни. Християни приблизно до 800-х років використовували менору нарівні з хрестом. За формою християнський семисвічник відрізняється від єврейської та самаритянської менори — в ньому центральний стовбур є найвищим, а бічні гілки тим нижчі, чим далі від центру. Таким чином свічки утворюють не пряму лінію, а трикутник.

## В Біблії
У Старому Завіті розповідається, що Мойсей поставив культовий світильник із золота усередині святилища ізраїльтян, де той мав постійно горіти перед Богом (Вих. 25:31-40). Свічник переносився, замінювався впродовж усіх тих нещасть, що трапилися із Храмом. У 70 р. н. е. Тит забрав свічник, подарований Іродом Великим, який стояв у тій частині святилища, що називалася «Святе» (Євр. 9:2). В Апокаліпсисі золоті світильники символізують сім церков Азії (Об. 1:12).

## Менора в авраамічних конфесіях

### Самаритянство

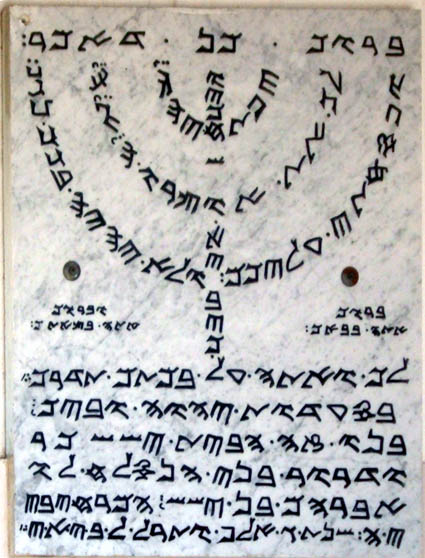
Самаритянська мезуза з каліграфічною менорою

Походження самаритянської громади неясно, а існуючі міфологічні версії виявилися спростовані з прогресом текстології та археології. За сучасними уявленнями, самаритянська версія П'ятикнижжя зі специфічними особливостями стала формуватися в II—I століттях до н. е. Головна особливість сприйняття Тори у самаритян в тому, що головним священним місцем вважається гора Гарізім. У «Юдейських старожитностях» (8. 2-7; 11.7.2) стверджується, що Саналлал, правитель Самарії, побудував після смерті Олександра Великого на горі Гарізім великий храм, зруйнований Йохананом Гірканом. За переказами, на початку IV століття самаритяни під керівництвом Баба Раббі побудували синагогу на місці зруйнованого храму на горі Гарізім і стали освоювати Самарію. Імператор Зенон розгорнув на них гоніння і побудував на місці синагоги церкву. У 484 році самаритяни захопили Наблус і поступово освоїли Їзреельську долину і вийшли до узбережжя. Під час повстання 529 року самаритяни захопили Кесарію і Бейт-Шеан, але на цьому політичні успіхи їх громади закінчилися.

### Християнство

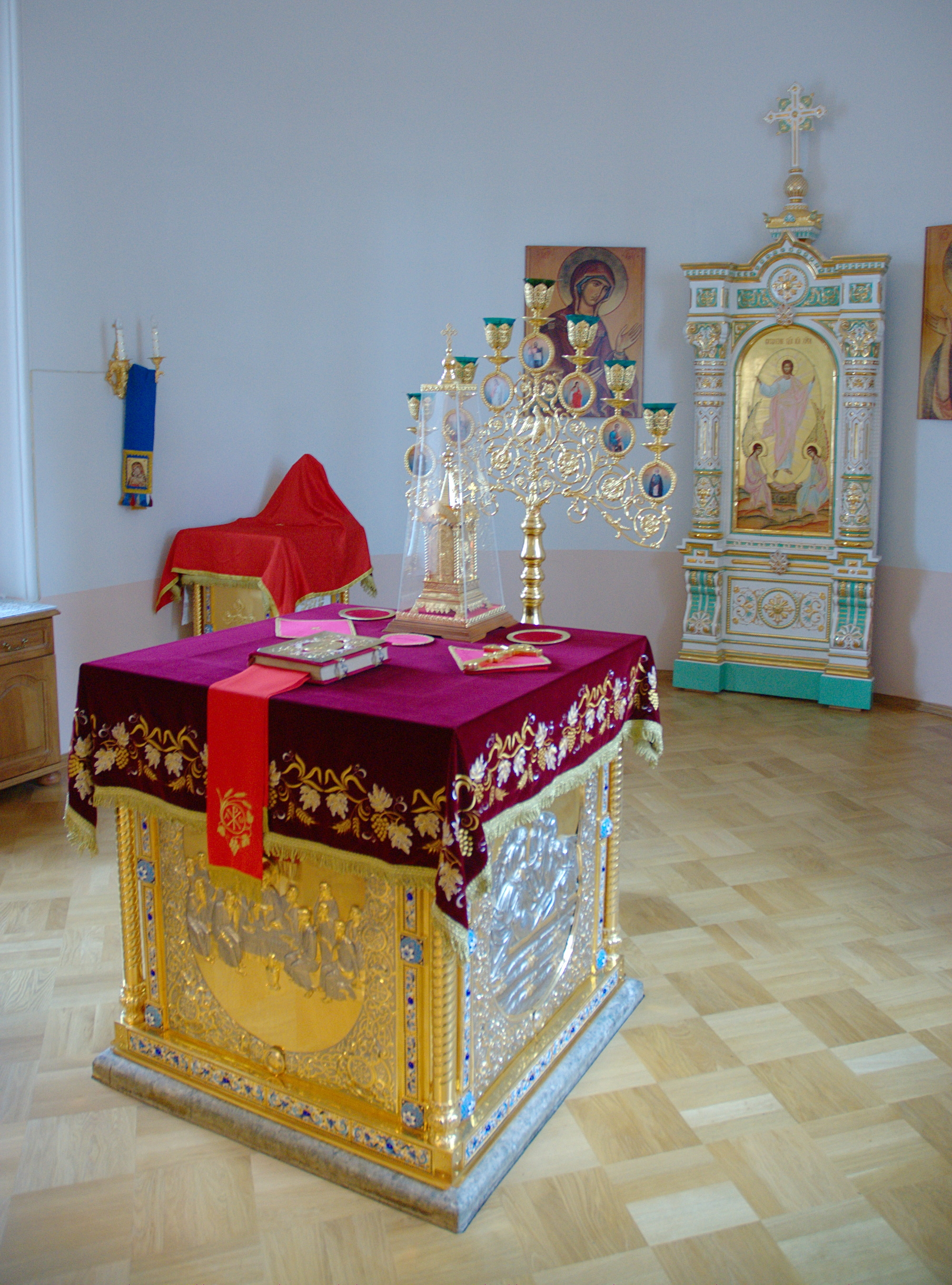
Центральна частина заалтарного приміщення православної церкви, престол. Воскресенський скит, Валаамського монастиря, Карелія

Питання, наскільки ранньохристиянська церква використовувала юдейську символіку, вельми далеке від розв'язання. У всякому разі, приблизно до 800-х років можливо простежити використання менори в символіці і практиці різних християнських церков. Християнська церква використовує символи семисвічника і ковчега, які підкреслюють спадкоємність із старозавітною святістю. Менора також безпосередньо відсилала до Храму Соломона і в цьому контексті була поміщена на фасад Празького собору і собору в Нойберзькому абатстві. На думку Р. Хахлілі, зображення менори в християнському мистецтві сходять не тільки до описів в Біблії і в Йосипа Флавія, а й до рельєфів Арки Тита. Прямий зв'язок можна встановити для готичного канделябра XV століття в церкві Санта-Марія в Вультуреллі.
Археологічні дані з Палестини свідчать, що ще в VI столітті християни часто використовували хрест і менору. При розкопках візантійського будинку на Храмовій горі було виявлено настінне зображення менори серед символів шофара і ладану, над якою був поміщений хрест. На Голанах було виявлено понад 20 символів Дерева Життя — менори, з'єднаної з хрестом [81]. На руїнах церкви VI століття в Авдат виявлена менора в оточенні двох хрестів і пальмового листя з грецьким написом. На вівтарі церкви в Пелле були одно зображені менора і хрест. У Катанії (Сицилія) в церкви IV—V століття зображена пʼятираменна менора, поруч з якою поміщений хрест, вписаний в коло. На лампі з Карфагена зображена престольна фігура (можливо, Спаситель), що тримає хрест, біля ніг його — перевернута менора. Символи хреста і менори нанесені також на лампи в Єрусалимі, які ототожнюють з предметами християнського паломництва, вони були поширені в VI—VIII століттях. На деякі знахідки були нанесені грецькі написи.
З'єднання символів менори і хреста на предметах християнського побуту в давнину ставить питання про інтерпретацію. Основних пояснень два: або ці предмети належали зверненим євреям, або деякі християни переносили єврейську символіку на нову віру. Ранні Отці Церкви іменували менору одним із символів Христа. Однак слід мати на увазі, що християнські семисвічники відрізняються за формою від єврейських.